# Lindeboom Oud Bruin
Lindeboom Oud Bruin is een Nederlands bier van lage gisting.
Het bier, in de volksmond soms ook wel Donker genoemd, wordt gebrouwen in Neer, bij Bierbrouwerij Lindeboom. Het is een donkerbruin bier met een alcoholpercentage van 3,8%. 